# Alaptus psocidivorus
Alaptus psocidivorus är en stekelart som beskrevs av Charles Joseph Gahan 1927. Alaptus psocidivorus ingår i släktet Alaptus och familjen dvärgsteklar. Inga underarter finns listade i Catalogue of Life.